# Jónleif Johannesen
Jónleif Johannesen (ur. 28 lipca 1978 roku) – farerski nauczyciel, związkowiec i polityk.

## Życie prywatne
Johannesen wychowywał się w miejscowości Dalur na wyspie Sandoy. Jego rodzicami są Jóanes i Oddvør Johannesen. Wraz z żoną Rannvą á Steig ma dwoje dzieci: Rakul i Høgniego. Jest nauczycielem w szkole Skúlin á Fossánesi w Klaksvík i należy w niej do rady nadzorczej. Od roku 2008 jest członkiem, a od 2010 zastępcą przewodniczącego związku zawodowego Føroya Lærarafelag (Związek Nauczycieli Wysp Owczych). Jego hobby to tradycyjny farerski taniec, gdzie często pełni funkcję przewodnika. Jest przewodniczącym największej na Wyspach Owczych organizacji zrzeszającej osoby tańczące taniec farerski - Slái Ring.

## Kariera polityczna
Dołączył do partii w roku 2008 w regionie Sandoy. W 2015 roku wziął udział w wyborach, zdobywając 183 głosy i dziesiąte miejsce w swojej partii, co nie dało mu mandatu poselskiego. Do parlamentu wszedł 15 września, po ustanowieniu nowego rządu zastąpił Eyðgun Samuelsen, która została Ministrem Spraw Socjalnych.